# Manuel Orantes
Manuel Orantes Corral, španski tenisač, * 5. februar 1949, Granada, Španija.
Orantes je največji uspeh kariere dosegel leta 1975 z zmago na turnirju Grand Slam za Odprto prvenstvo ZDA, ko je v finalu v treh nizih premagal Jimmyja Connorsa. Svojo drugo uvrstitev v finale je dosegel leta 1974 na turnirju za Odprto prvenstvo Francije, ko ga je v finalu premagal Björn Borg v petih nizih po tem, ko je bil že vodil z 2:0. Na turnirjih za Odprto prvenstvo Anglije se mu je najdlje uspelo uvrstiti leta 1972 v polfinale, za Odprto prvenstvo Avstralije pa leta 1968 v četrtfinale. Najvišjo uvrstitev na moški teniški lestvici ATP je dosegel 23. avgusta 1973 z drugim mestom. V karieri je zabeležil 647 zmag in 249 porazov.

## Finali Grand Slamov posamično (2)

### Zmage (1)
| Leto | Turnir               | Nasprotnik v finalu | Rezultat finala |
| 1975 | Odprto prvenstvo ZDA | Jimmy Connors       | 6–4, 6–3, 6–3   |

### Porazi (1)
| Leto | Turnir                    | Nasprotnik v finalu | Rezultat finala            |
| 1974 | Odprto prvenstvo Francije | Björn Borg          | 6–2, 7–6(1), 0–6, 1–6, 1–6 |